# HMAS Ovens
Le HMAS Ovens (S 70) est l'un des six sous-marins de la classe Oberon exploités par la Royal Australian Navy (RAN) . Le sous-marin a été nommé en l'honneur de l'explorateur irlando-australien John Ovens (en) (1788-1825).Ovens a été établi en 1967 par Scotts Shipbuilding and Engineering Company en Écosse, lancé en 1968 et mis en service dans le RAN en 1969.
Au cours de sa carrière, Ovens a été le premier sous-marin RAN à se déployer avec la force ANZUK, et le premier sous-marin RAN à tirer une torpille Mark 48, coulant le navire cible Colac (en). Le bateau a été mis hors service en 1995 et est conservé au Western Australian Museum de Fremantle en tant que navire-musée.

## Historique

### Service
En 1970, Ovens a visité des ports en Nouvelle-Zélande. Puis, au début de septembre 1971 il a été utilisé pour entraîner les navires de la Royal New Zealand Navy à la guerre anti-sous-marine.
En janvier 1972, Ovens a été déployé en Asie du Sud-Est pour servir avec la force ANZUK : le premier sous-marin RAN à le faire. Pendant le déploiement, qui a duré jusqu'en juin, le bateau a participé à l' exercice de l'Organisation du traité de l'Asie du Sud-Est (OTASE/SEATO) Sea Hawk.
En mai 1976, le sous-marin a été envoyé en Extrême-Orient pour un déploiement de cinq mois et demi. Avant de retourner au port d'attache, Ovens a participé à l'exercice multinational Kangaroo 2, qui a simulé une attaque sur une zone côtière. Affecté à la force Orange (en défense), Ovens a pu revendiquer des «attaques» réussies sur 170 000 tonnes de navires, y compris le porte-avions nucléaire américain USS Enterprise. De retour à la base navale HMAS Platypus (en) après l'exercice, le sous-marin a navigué dans le port de Sydney.
Ovens est devenu le premier sous-marin RAN à tirer une torpille armée Mark 48, coulant la corvette HMAS Colac de classe Bathurst déclassée le 4 mars 1987.
Le sous-marin a fait sa dernière visite portuaire à Geelong (État de Victoria) en juin 1995.

### Désarmement et préservation
Ovens a été mis hors service le 1er décembre 1995. Le sous-marin a été offert au Western Australian Museum en novembre 1998 où il est préservé comme navire-musée de la ville de Fremantle.

## Galerie

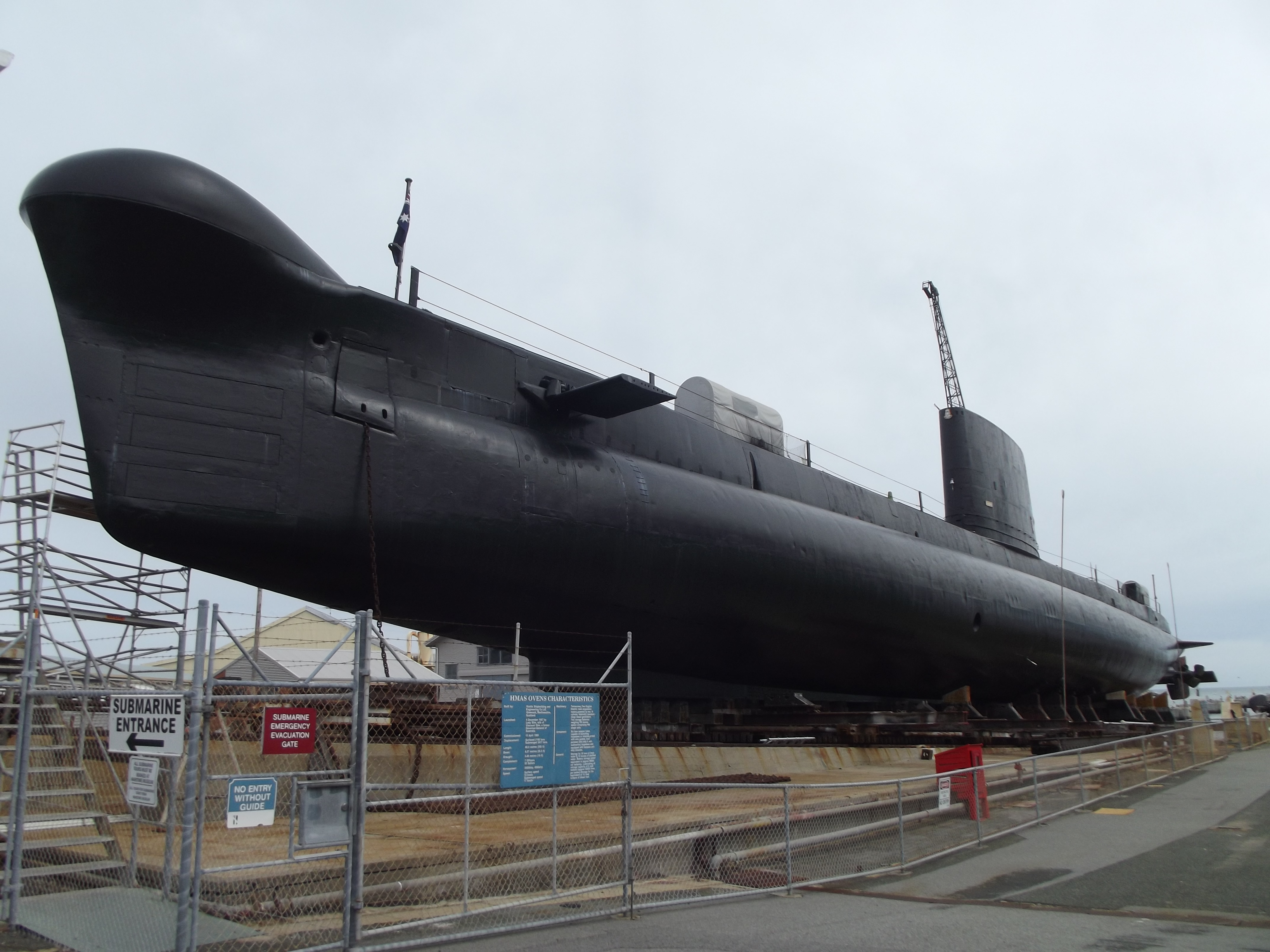
HMAS Ovens en 2012.
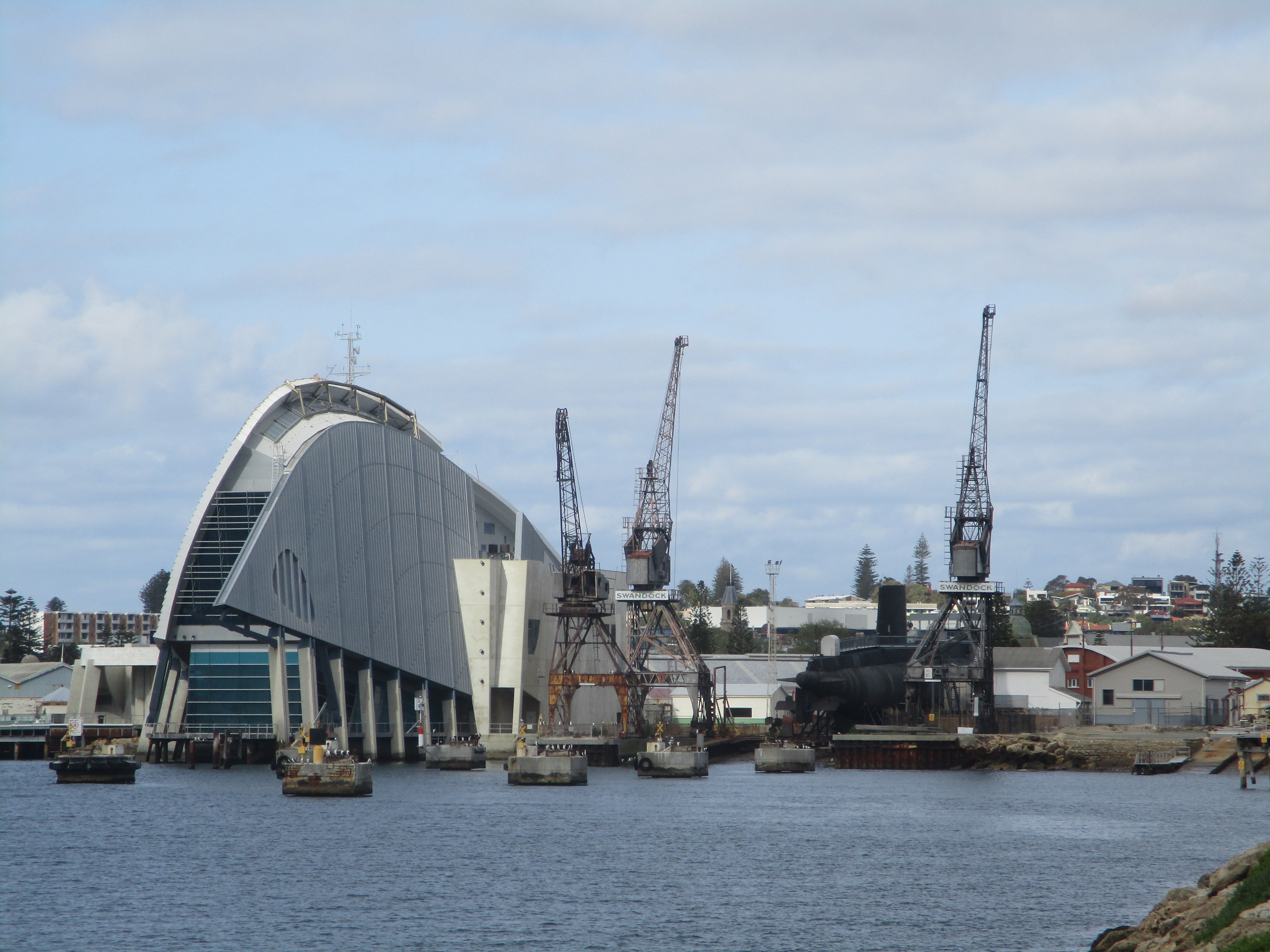
Au Musée maritime de Fremantle.
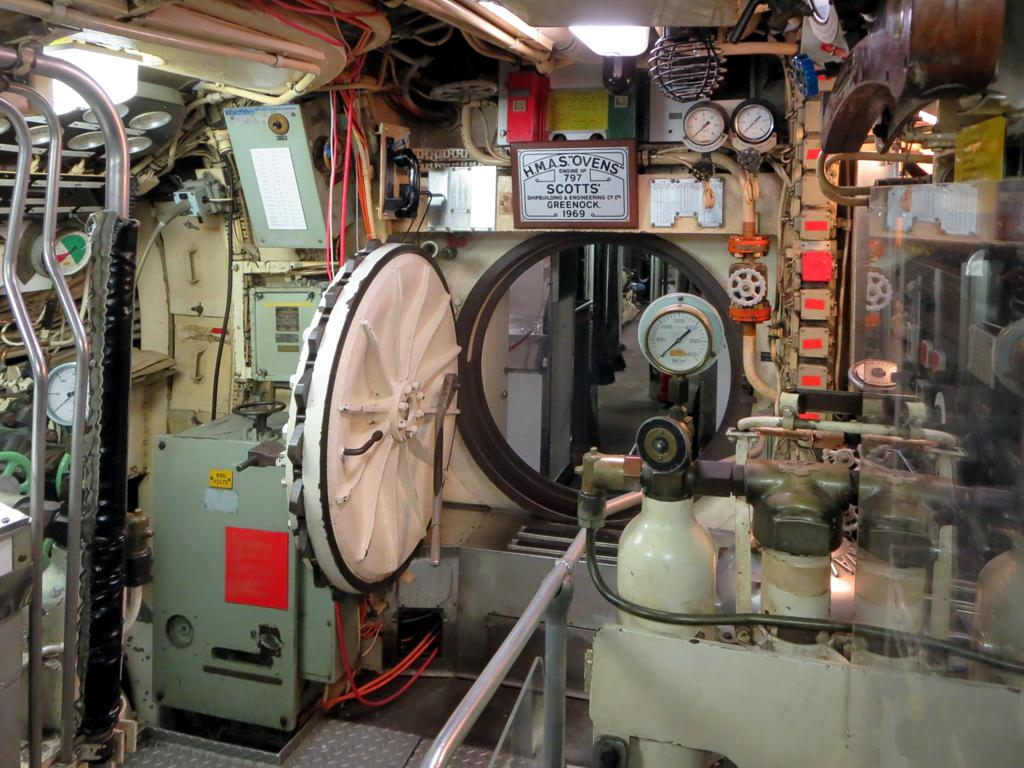
Intérieur.